# Вултурешть (комуна, Васлуй)
Вултурешть, Вултурешті (рум. Vulturești) — комуна у повіті Васлуй в Румунії. До складу комуни входять такі села (дані про населення за 2002 рік):
- Бухеєшть (941 особа)
- Войнешть (381 особа)
- Вултурешть (989 осіб) — адміністративний центр комуни
- Подень (15 осіб)

Комуна розташована на відстані 286 км на північ від Бухареста, 24 км на північний захід від Васлуя, 38 км на південь від Ясс.

## Населення
За даними перепису населення 2002 року у комуні проживали 2326 осіб, усі — румуни. Усі жителі комуни рідною мовою назвали румунську.
Склад населення комуни за віросповіданням:
| Релігія        | Кількість осіб | Відсоток |
| -------------- | -------------- | -------- |
| православні    | 2309           | 99,3%    |
| баптисти       | 3              | 0,1%     |
| бретрени       | 2              | 0,1%     |
| греко-католики | 1              | < 0,1%   |
| лютерани       | 1              | < 0,1%   |

## Зовнішні посилання
- Дані про комуну Вултурешть на сайті Ghidul Primăriilor [Архівовано 13 жовтня 2012 у Wayback Machine.]